# Pays-Bas au Concours Eurovision de la chanson 1973
Les Pays-Bas ont participé au Concours Eurovision de la chanson 1973 le 7 avril à Luxembourg. C'est la 18e participation des Pays-Bas au Concours Eurovision de la chanson.
Le pays est représenté par le chanteur Ben Cramer et la chanson De oude muzikant, sélectionnés respectivement en interne et au moyen d'une finale nationale organisée par la Nederlandse Omroep Stichting (NOS).

## Sélection

### Nationaal Songfesival 1973
Le radiodiffuseur néerlandais, la Nederlandse Omroep Stichting (NOS), organise la 16e édition du Nationaal Songfestival (nl), pour sélectionner la chanson représentant les Pays-Bas au Concours Eurovision de la chanson 1973, l'artiste ayant été sélectionné en interne.
Le Nationaal Songfesival 1973, présenté par Simon van Collem (nl) et Viola van Emmenes (nl), a eu lieu le 28 février 1973 au théâtre royal Carré à Amsterdam.

#### Finale
Le chanteur Ben Cramer a été sélectionné en interne pour le Nationaal Songfesival 1973. Quatre chansons sont interprétées par Ben Cramer et qui sont toutes en néerlandais, langue nationale des Pays-Bas.
| Ordre | Artiste    | Chanson                 | Traduction                  | Points | Place |
| ----- | ---------- | ----------------------- | --------------------------- | ------ | ----- |
| 1     | Ben Cramer | Kom met me mee          | Viens avec moi              | 15     | 3     |
| 2     | Ben Cramer | Melodie                 | Mélodie                     | 14     | 4     |
| 3     | Ben Cramer | Kom Sylvia dans met mij | Viens Sylvia danse avec moi | 19     | 2     |
| 4     | Ben Cramer | De oude muzikant        | Le vieux musicien           | 62     | 1     |

Lors de cette sélection, c'est la chanson De oude muzikant, écrite et composée par Pierre Kartner et interprétée par Ben Cramer, qui fut choisie.
Le chef d'orchestre sélectionné pour les Pays-Bas à l'Eurovision 1973 est Harry van Hoof (en).

## À l'Eurovision
Chaque pays a un jury de deux personnes. Chaque juré attribue entre 1 et 5 points à chaque chanson.

### Points attribués par les Pays-Bas
| 10 points | Espagne Royaume-Uni                       |
| 9 points  | Luxembourg                                |
| 8 points  | Suisse                                    |
| 6 points  | Irlande Israël Suède                      |
| 5 points  | Allemagne Finlande France Monaco Portugal |
| 4 points  | Italie Yougoslavie                        |
| 3 points  | Belgique Norvège                          |

### Points attribués aux Pays-Bas
| 10 points                                                        | 9 points                                | 8 points              | 7 points            | 6 points |
| ---------------------------------------------------------------- | --------------------------------------- | --------------------- | ------------------- | -------- |
|                                                                  |                                         |                       | - Luxembourg        | - France |
| 5 points                                                         | 4 points                                | 3 points              | 2 points            |          |
| - Allemagne - Espagne - Irlande - Norvège - Suisse - Yougoslavie | - Belgique - Finlande - Italie - Monaco | - Royaume-Uni - Suède | - Israël - Portugal |          |

Ben Cramer interprète De oude muzikant en 13e position, suivant la Suède et précédant l'Irlande. 
Au terme du vote final, les Pays-Bas terminent 14es sur 17 pays, ayant reçu 69 points au total,.